# Vlag van Zingem
De vlag van Zingem werd door de gemeenteraad op 19 september 1984 officieel vastgesteld als de gemeentelijke vlag van de Oost-Vlaamse gemeente Zingem. Op 1 april 1985 werd hij door het Bestuur van Vlaanderen bevestigd en uiteindelijk gepubliceerd op 8 juli 1986 in het officiële Belgisch Staatsblad.
Officieel wordt de vlag beschreven als:
Blauw met een geel schuinkruis, vergezeld van vier ronde schijfjes van hetzelfde
De vlag is glijk aan het tweede en derde kwart van het gemeentewapen.
In 2019 is Zingem samen met Kruishoutem opgegaan in de gemeente Kruisem. De vlag is daardoor als gemeentevlag komen te vervallen.

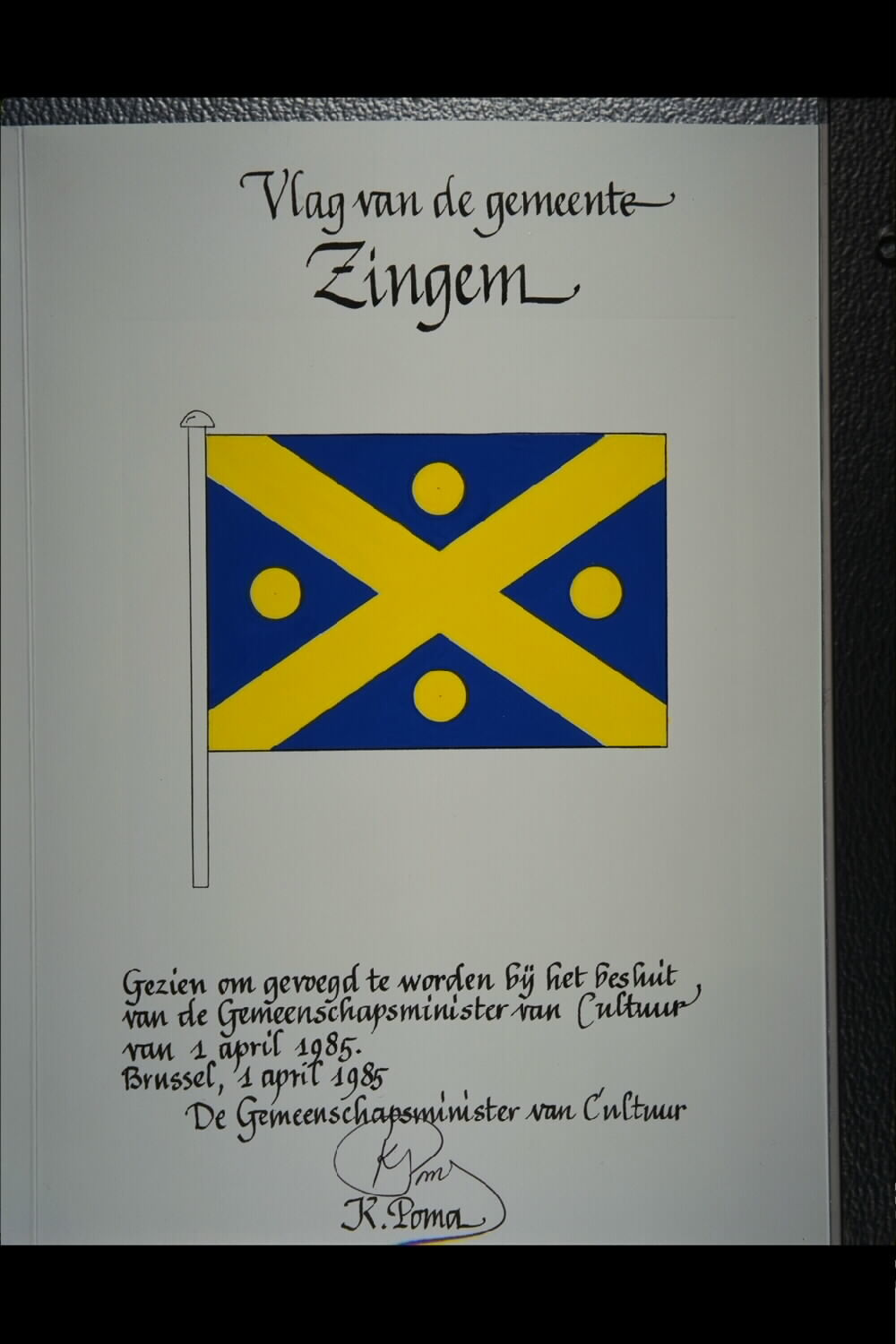
Ontwerp vlag getekend door Karel Poma